# Odontria
Odontria är ett släkte av skalbaggar. Odontria ingår i familjen Melolonthidae.

## Bildgalleri

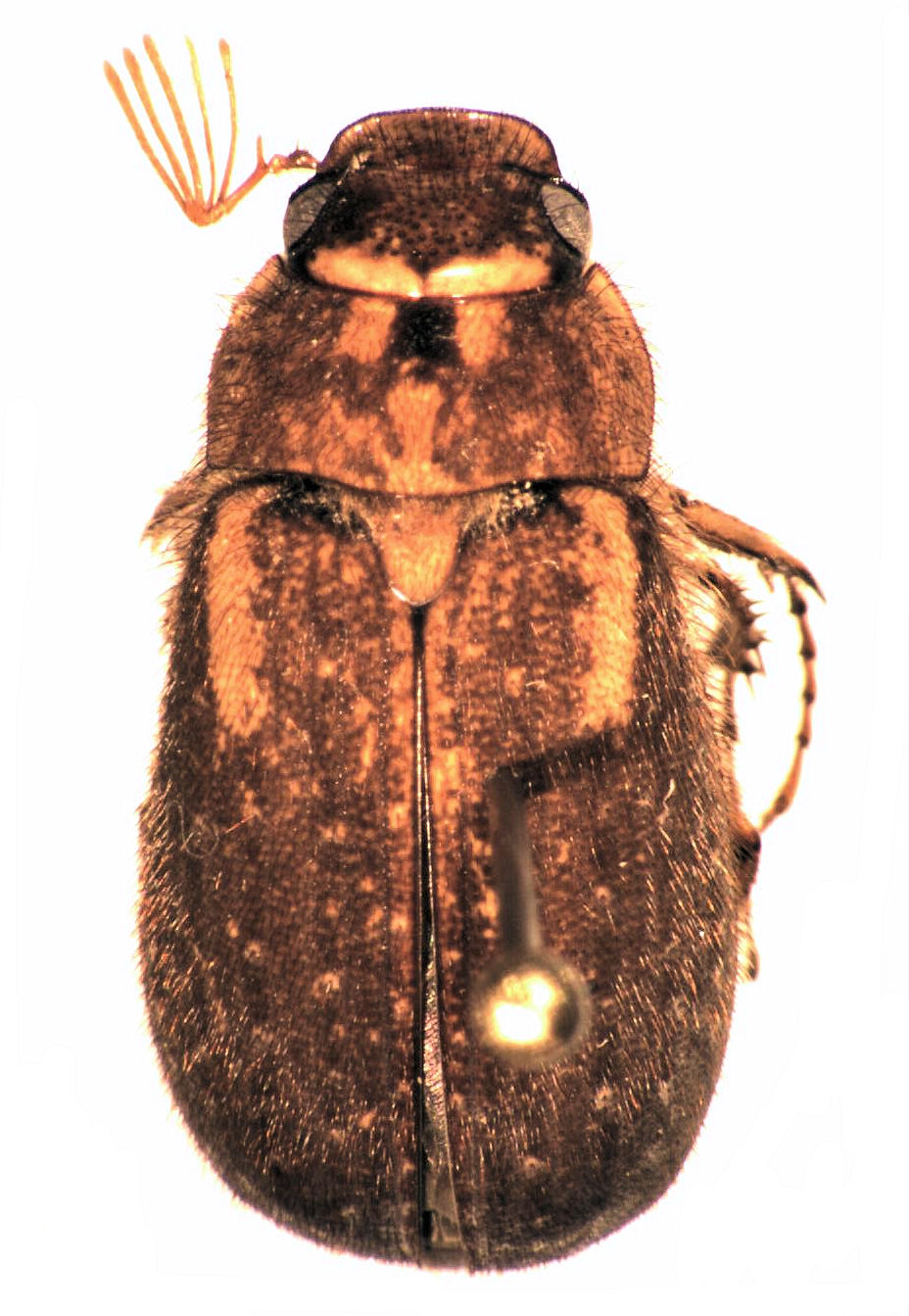
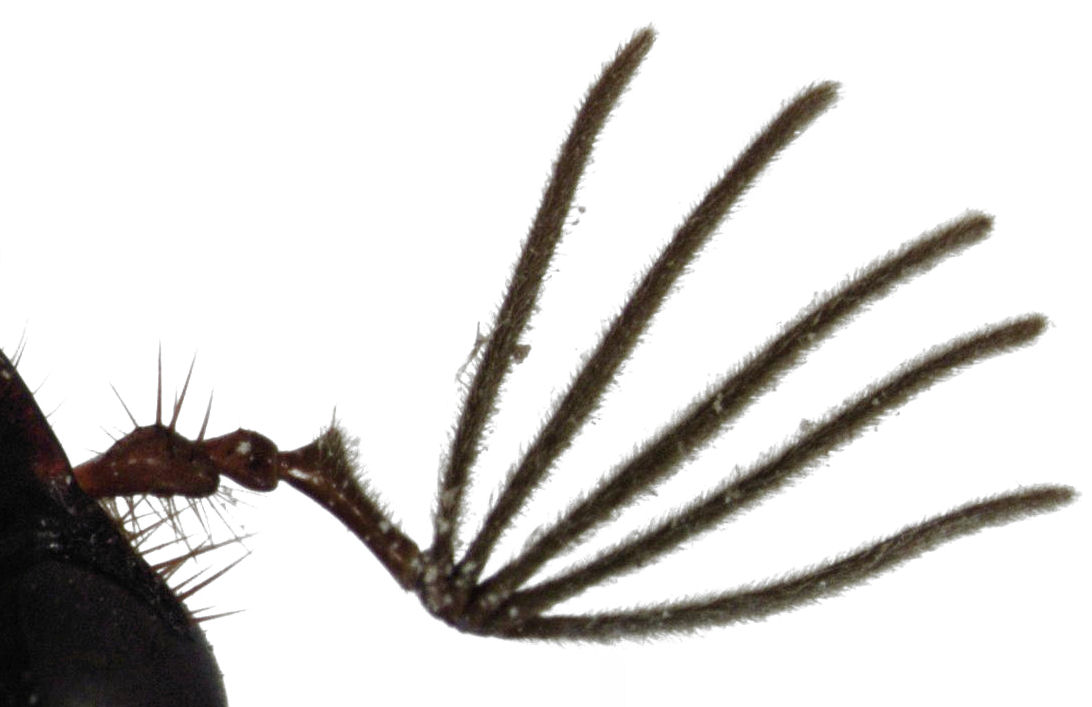
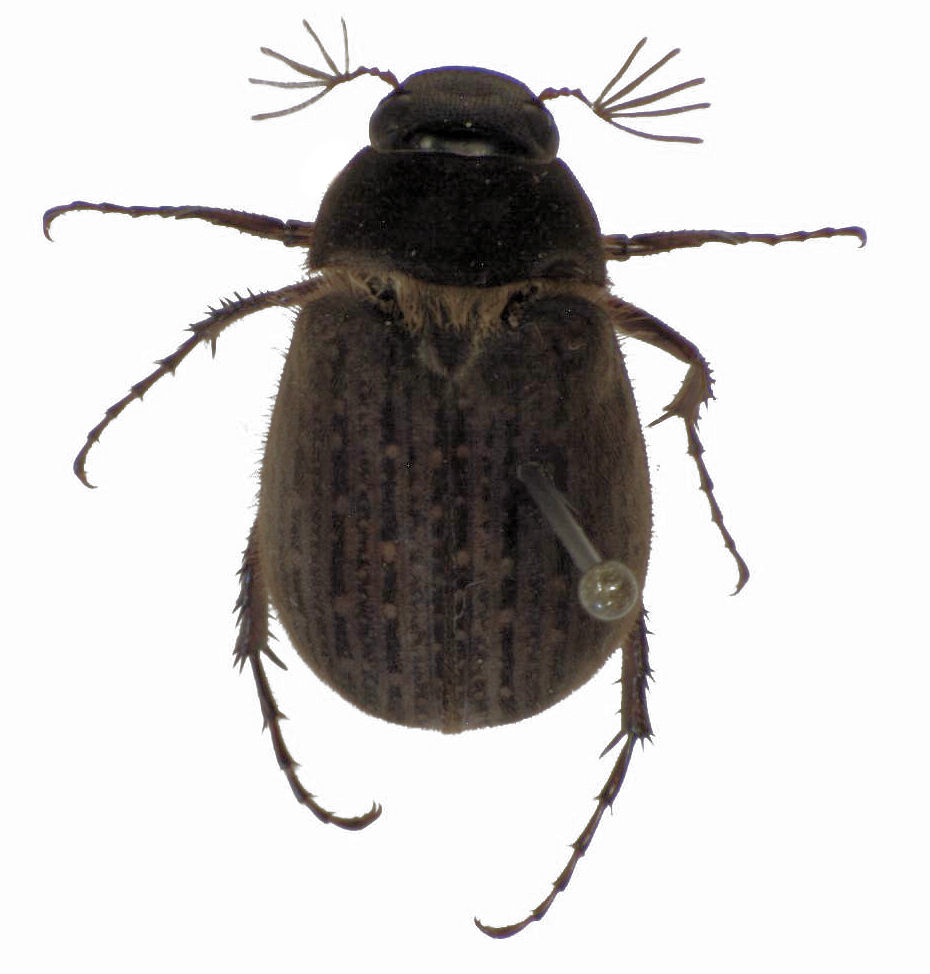

## Dottertaxa tillOdontria, i alfabetisk ordning[1]
- Odontria aenealis
- Odontria albonotata
- Odontria aurantia
- Odontria aureopilosa
- Odontria australis
- Odontria autumnalis
- Odontria carinata
- Odontria cassiniae
- Odontria castanea
- Odontria cinnamomea
- Odontria communis
- Odontria convexa
- Odontria costella
- Odontria decepta
- Odontria epomeas
- Odontria eximia
- Odontria fusca
- Odontria giveni
- Odontria glabrata
- Odontria halli
- Odontria inconspicua
- Odontria macrothoracica
- Odontria magnum
- Odontria marmorata
- Odontria monticola
- Odontria nesobia
- Odontria nitidula
- Odontria obscura
- Odontria obsoleta
- Odontria occipitalis
- Odontria picipes
- Odontria piliventris
- Odontria puncticollis
- Odontria punctulata
- Odontria regalis
- Odontria rossi
- Odontria rufescens
- Odontria sandageri
- Odontria smithi
- Odontria striata
- Odontria suavis
- Odontria subnitida
- Odontria sylvatica
- Odontria varicolorata
- Odontria variegata
- Odontria velutinum
- Odontria xanthosticta